# اوتر مدیا
هلدینگ اوتر مدیا یک شرکت سرمایه‌گذاری مشترک و زیرمجموعه ای‌تی اند تی و پیتر چرنین است. این شرکت در سال ۲۰۱۴ با هدف دستیابی و ایجاد برندهای رسانه دیجیتال پدید آمد. این شرکت هلدینگ، صاحب دو شرکت کرانچیرول و فول‌اسکرین است.
در ژانویه ۲۰۱۶ اوتر مدیا به همراه ون تافلر (مدیر عامل اجرایی پیشین گروه موسیقی ویاکوم مدیا نتورکز) و فلوریس باور، شرکت محتوای دیجیتال گان‌پاودر و اسکای را تأسیس کردند.
در نوامبر ۲۰۱۶ اوتر مدیا و ریس ویترسپون، شرکت سرمایه‌گذاری مشترک هلو سان‌شاین را با تمرکز بر داستان‌های زن محور در فیلم‌ها، سریال‌ها و سیستم‌های دیجیتال تأسیس کردند.